# Haplostichanthus ramiflorus
Haplostichanthus ramiflorus är en kirimojaväxtart som beskrevs av L.W. Jessup. Haplostichanthus ramiflorus ingår i släktet Haplostichanthus och familjen kirimojaväxter. Inga underarter finns listade i Catalogue of Life.